# Tachysphex incertus incertus
Tachysphex incertus incertus é uma subespécie de insetos himenópteros, mais especificamente de vespas pertencente à família Crabronidae.
A autoridade científica da subespécie é Radoszkowski, tendo sido descrita no ano de 1877.
Trata-se de uma subespécie presente no território português.